# Koshi Inaba LIVE 2014 〜en-ball〜
『Koshi Inaba LIVE 2014 〜en-ball〜』（コウシ・イナバ・ライブ・トゥエンティ・フォーティーン・エン・ボール）は、日本の音楽ユニット・B'zのボーカリスト・稲葉浩志の3作目の映像作品。2015年11月18日にVERMILLION RECORDSから発売された。

## 概要
5枚目のソロ・アルバム『Singing Bird』発売後、2014年6月に品川ステラボールでのみ10公演を敢行したプレミアムライブ『Koshi Inaba LIVE 2014 〜en-ball〜』より、6月20日の千秋楽の模様を収録した映像作品。
本ライブでは日替わり曲が多く登場し、10公演すべて異なるセットリストとなっている。披露された楽曲のうち、「そのswitchを押せ」、「なにもないまち」、「Soul Station」、「愛なき道」、「AKATSUKI」、「絶対(的)」、「CAGE FIGHT」、「この手をとって走り出して」、「Salvation」が本作で未収録となったが、一部の楽曲は翌年リリースされた5枚目のシングル『羽』初回限定盤の特典映像として収録された。

## メンバー
- 稲葉浩志：ボーカル、ギター、ブルースハープ
- 大島こうすけ：キーボード
- コリー・マコーミック：ベース
- Duran：ギター
- SATOKO：ドラム、ピアノ
- JUON：ギター

## 収録映像曲
1. ジミーの朝　
  - 稲葉のアコースティック・ギターの弾き語りで演奏されている。
2. THE RACE
  - ライブ初演奏。
3. CHAIN
  - 『Inaba Koshi LIVE 2004 〜en〜』とは異なり原曲キーで演奏、「CAGE FIGHT」と日替わりで披露された。
4. Wonderland
  - 「AKATSUKI」、「愛なき道」と日替わりで演奏された。
5. arizona
  - ライブ初演奏となった「そのswitchを押せ」と日替わりで演奏された。
6. Touch
7. 横恋慕
  - ライブ初演奏。2番まではアコースティック調で演奏され、ギターソロからはロック調のアレンジで演奏している。「なにもないまち」と日替わりで演奏された。
8. Golden Road
9. 眠れないのは誰のせい
10. 正面衝突
  - Bメロの一部をJUONが歌う。
11. 泣きながら
  - 本曲のみSATOKOがドラムではなくピアノを演奏している。
12. 遠くまで
13. ルート53
14. Stay Free
  - DVDではここでDisc1が終了。
15. 念書
16. 孤独のススメ
17. Bicycle Girl
18. Cross Creek
  - 当初は「Bicycle Girl」と日替わりで演奏されていたが、千秋楽のみ両曲演奏された。
19. マイミライ
  - Cメロ部分の歌詞をSATOKOが歌う。「絶対(的)」と日替わりで演奏された。
20. oh my love
  - 本編ラストナンバー。
21. 波
  - ここからアンコール。「Soul Station」、「この手をとって走り出して」、「Salvation」と日替わりで演奏された。
22. 友よ
23. Okay

エンドロールで流れる曲は「Saturday」。配信以外で収録されるのは初。